# Fyrendal Sogn
Fyrendal Sogn er et sogn i Næstved Provsti (Roskilde Stift).
I 1800-tallet var Fyrendal Sogn anneks til Kvislemark Sogn. Begge sogne hørte til Øster Flakkebjerg Herred i Sorø Amt. Kvislemark-Fyrendal sognekommune gik inden kommunalreformen i 1970 med i forsøget på at danne en Holsteinborg Kommune, men den blev for lille. Ved selve reformen blev Kvislemark-Fyrendal indlemmet i Fuglebjerg Kommune, der ved strukturreformen i 2007 indgik i Næstved Kommune.
I Fyrendal Sogn ligger Fyrendal Kirke.
I sognet findes følgende autoriserede stednavne:
- Fyrendal (ejerlav, landbrugsejendom)
- Lunghuse (bebyggelse)
- Nyboder (bebyggelse)
- Nyrup (bebyggelse, ejerlav)
- Sandved (bebyggelse, ejerlav)
- Skafterup (bebyggelse, ejerlav)
- Sømmermose (bebyggelse)
- Tornemark (bebyggelse, ejerlav)